# Cuvée de Briqville
Cuvée de Briqville is een Belgisch bier van hoge gisting.
Het bier wordt gebrouwen bij Brouwerij Van Steenberge in opdracht van Brouwerij Van Goethem (opgericht in 1893). Het is een amberkleurig bier met een alcoholpercentage van 7%, met hergisting op fles. Brouwerij Van Goethem uit Steendorp startte met het brouwen van dit bier in 1950. Nu is het een etiketbier van Augustijn. Briqville is de verfransing van de naam Steendorp.